# Rise of the Triad
Rise of the Triad (negli USA Rise of the Triad: Dark War) è un videogioco di tipo sparatutto in prima persona, sviluppato e pubblicato il 21 dicembre 1994 da Apogee Software.
La versione shareware, che conteneva livelli diversi rispetto a quelli visti nel gioco finale e un solo personaggio giocabile, è stata chiamata Rise of the Triad: The HUNT Begins.
Il 20 dicembre 2002 il codice sorgente del gioco è stato pubblicato con licenza GNU General Public License. Nel 2013 è stato realizzato un reboot dal titolo omonimo, dal 2014 in vendita su Steam.

## Trama
Il giocatore impersonerà un membro della squadra HUNT (High-risk United Nations Task-force), gruppo di specialisti delle nazioni unite in missioni segrete. Arrivate sull'isola di San Nicolas, al largo di Los Angeles, dove, in un vecchio monastero, avverrebbero strani culti deviati di una setta segreta. Durante una ricognizione, state investigando, degli uomini armati spuntati dal nulla distruggono l'imbarcazione della squadra; un prigioniero, riuscito a scappare dal monastero, informerà la HUNT che il piano dei cultisti, aiutati da un'armata di soldati mercenari, è quello di uccidere milioni di persone in onore del loro capo El Oscuro; l'unico modo di fermare i propositi omicidi della setta è di addentrarsi nel monastero, e sconfiggere tutti gli adepti fino allo scontro finale con lo stesso El Oscuro.

## Modalità di gioco
A differenza di Doom, ROTT ha un gameplay più lineare, specie per la particolare conformazione dei livelli. Il gioco si articola in una trentina di livelli - ripartiti in quattro episodi - al termine di ognuno dei quali bisognerà affrontare un boss finale; tuttavia presentà una buona varietà di armi e nemici, oltre che a numerosi elementi innovativi tipici di un gioco a piattaforme come passerelle sospese, jump pad, e numerose trappole disseminate lungo tutte le mappe. Il gioco supporta anche la modalità multiplayer.

### Personaggi
Ogni personaggio si differenzia per punti ferita, velocità, altezza e precisione di sparo. La scelta del personaggio influisce sul modo in cui si affrontano le varie situazioni di gioco.
- Taradino Cassatt (incluso nella versione shareware): Ha caratteristiche intermedie.
- Thi Barrett: È più veloce di Taradino, ma il resto delle sue statistiche è piuttosto bilanciato.
- Doug Wendt: Ha più punti ferita di tutti, ma è molto lento. Ha una precisione di tiro intermedia
- Lorelei Ni: È la più veloce e ha la miglior precisione di sparo, ma ha meno punti ferita di tutti.
- Ian Paul Freeley: Ha un maggior quantitativo di punti ferita rispetto a Taradino, ma è più lento.

I nomi di Lorelei Chen, Taradino Cassatt e Thi Barrett erano stati ideati da Tom Hall per la versione preliminare di Doom.

### Armi
Esistono tre tipi di armi: a proiettili, a missili e magiche. Le prime hanno le munizioni infinite, mentre le altre sono limitate. Si possono portare solamente quattro tipi di armi contemporaneamente: pistole e mitragliatrice, una a missili e una magica.
Armi a proiettili:
- Pistola (Beretta 92FS) - arma iniziale.
- Pistola doppia (Beretta 92FS) - due pistole, raddoppia il danno.
- MP40 - mitragliatrice automatica.

Armi a missili:
- Bazooka - un semplice lanciarazzi; si possono portare 10 munizioni alla volta.
- Heat-Seeker - lanciarazzi a ricerca di calore; si possono portare 7 munizioni alla volta.
- Drunk Missile - spara 5 razzi a ricerca di calore; si possono portare 7 munizioni alla volta.
- Flamewall -  lancia un razzo che, esplodendo, crea un devastante muro di fuoco; si possono portare 5 munizioni alla volta.
- Firebomb - simile alla precedente, esplodendo provoca un incendio a forma di "T", che però può anche danneggiare il giocatore. Si possono portare 5 munizioni alla volta.
- Split Missile - premendo normalmente il tasto di fuoco, quest'arma spara due razzi a ricerca di calore che viaggiano in direzione opposta; se il tasto viene premuto più a lungo, spara un razzo che si divide in seguito. Si possono portare 7 munizioni alla volta.

Armi magiche
- The Dark Staff - spara una palla di fuoco che trapassa ogni nemico sulla sua linea di azione; si possono portare 7 munizioni alla volta.
- The Excalibat - mazza da baseball incantata, ha due modalità di fuoco: premendo rapidamente il tasto di fuoco, l'attacco è "corpo a corpo"; se il tasto viene premuto più a lungo lancia una serie di palle da baseball esplosive. Si possono portare 10 munizioni alla volta.

### Oggetti bonus

#### Bonus salute
La salute può essere rigenerata in vari modi:
- Raccogliendo i pasti dei monaci (Monk meal o Priest porridge). Il porridge, se viene colpito da un missile, diventa caldo e rigenera più salute.
- Raccogliendo i cristalli magici.
- Bevendo da una fonte.

#### Armature
- Giubbotto Antiproiettile - rende temporaneamente immuni ai proiettili.
- Armatura d'amianto - rende temporaneamente immuni ai missili e al fuoco.
- Maschera anti-gas - si trova nelle aree in cui ci sono trappole di gas cianuro. Va raccolta per proteggersi dal gas, che consumerà gradualmente la salute del personaggio.

#### Power-up
- God Mode - il giocatore diventa temporaneamente una sorta di dio, invulnerabile e capace di sparare sfere energetiche che dissolvono letteralmente i nemici.
- Dog Mode - trasforma temporaneamente il giocatore in un cane, rendendolo invincibile oltre che più basso. Mentre si è in "dog mode", il giocatore può attaccare i nemici azzannandoli oppure, tenendo premuto il tasto per sparare, può produrre un potentissimo ululato che elimina tutti quelli vicini.
- Mercury Mode - permette al giocatore di volare.

Questi due power-up sono dannosi:
- Shrooms Mode - simula l'effetto delle droghe allucinogene: la visuale comincerà a dondolare avanti e indietro e i nemici e i vari oggetti saranno visibili come sagome colorate.
- Elasto Mode - praticamente, rende il giocatore "di gomma": la frizione sarà eliminata e rimbalzerà in maniera incontrollata sui muri.

Esiste infine il Random Power che elargisce un power-up casuale, sia esso positivo o negativo.

#### Bonus vita
- Oggetti vita - appaiono come delle medaglie con il simbolo egizio dell'ankh. Raccogliendone 100 si verrà ricompensati con una vita extra.
- Vite extra- sono delle capsule con il simbolo dell'ankh. Danno una o tre vite extra. Se si raccolgono quando si sta per morire rigenerano solo la salute.

Ultimo bonus riguarda il coltello, che si può recuperare presso alcune statue e permette di liberarsi facilmente dalle reti.

### Nemici
I nemici umani sono stati creati digitalizzando fotografie e voci dei dipendenti della Apogee; quelli robotici derivano da modelli creati da Gregor Punchatz, già autore di alcuni mostri di Doom. Erano state pianificate, tra le altre cose, delle versioni femminili delle guardie, poi tagliate per mancanza di spazio. Alcuni elementi si trovano tra il materiale bonus della versione CD-ROM del gioco.
- Low Guard - il nemico più comune.
- High Guard - soldato dotato di mitragliatrice.
- Lightning Guard - ha l'abilità di rubare le vostre armi, oltre che a fingersi morto.
- Triad Enforcer - lancia bombe a mano.
- Strike Patrol - evita i vostri attacchi.
- Overpatrol - lanciano delle reti per immobilizzarvi.
- Death Monk - rubano la vostra vita.
- DeathFire Monk - lanciano palle di fuoco.
- Robot Guard - robot.

### Boss
- General Darian - primo boss che si incontra, ha un bazooka e attiva delle trappole.
- Sebastian "Doyle" Krist - secondo boss, è seduto su una poltrona mobile da dove lancia razzi e altri tipi di esplosivi.
- NME (Nasty Metallic Enforcer Boss) - terzo boss, un robot molto resistente che lancia razzi a ricerca di calore.
- El Oscuro - boss finale, utilizza gli stessi attacchi con il quale viene attaccato.

### Multiplayer
La modalità multiplayer, oltre a supportare fino a 11 persone in contemporanea, possiede 9 diversi stili di gioco, tra cui una molto simile all'attuale capture the flag, oltre a un grande numero di opzioni che permettono di modificare le regole degli incontri. Con l'ultima versione del gioco, la 1.3, è stata introdotta la possibilità di utilizzare un microfono per comunicare con gli altri partecipanti al gioco, caratteristica innovativa per l'epoca.
Le modalità implementate sono:
- Normal - modalità deathmatch classica.
- Score More - modalità deathmatch, dotata di punteggio variabile a seconda del tipo di uccisione.
- Collector - modalità priva di armi, vince chi colleziona più simboli detti Triad (dei power-up a forma di simbolo del gioco) sparsi nei livelli.
- Scavenger - simile alla precedente, ma si utilizzano le armi.
- Hunter - un giocatore, a turno, impersona la preda, ed è privo di armi; gli altri partecipanti lo devono uccidere per guadagnare punti.
- Tag - un giocatore, a turno, impersona it. Deve trovare altri giocatori e premere il tasto azione su di essi; questo li fa diventare a loro volta it, oltre che a guadagnare un punto.
- Eluder - i giocatori devono trovare un Eluder, un power-up che si muove.
- Deluder - come il precedente, ma l'Eluder deve essere distrutto.
- Capture the Triad - stesse regole della modalità capture the flag.

## Sviluppo
Venne sviluppato da un gruppo di sviluppatori della Apogee, chiamato Developers of Incredible Power, composto fra gli altri da Tom Hall, il medesimo che iniziò a lavorare sul motore grafico di Prey.
Il gioco sfrutta una versione pesantemente modificata del motore di Wolfenstein 3D, di cui inizialmente era concepito come seguito, con il titolo di "Wolfenstein 3D: Part II". Le limitazioni più evidenti sono soffitti e pavimenti privi di variazioni di altezza e profondità, e muri con angoli esclusivamente orientati di 90 gradi. Per ovviare alla mancanza della variazione di altezza, sono stati creati dei particolari sprite (chiamati "gravitational anomaly disks"), dove il giocatore può salire. Altri effetti includono vetri che possono essere distrutti, la nebbia presente in alcuni livelli, piattaforme che fanno saltare il giocatore e buchi dei proiettili sui muri.
ROTT è stato il primo titolo ad ottenere un punteggio di 4 su 4 dalla RSAC (Recreational Software Advisory Council). Nel 1995 uscì una versione chiamata Rise of the Triad: The Hunt Begins (Deluxe Edition), versione shareware alla quale erano stati aggiunti 6 livelli inediti, e distribuita dalla LaserSoft.
Nel 2002 è stato reso disponibile, in maniera gratuita, il codice sorgente del gioco, che è stato convertito per la maggior parte dei sistemi: Windows, Linux, Mac OS, Xbox, PSP, Dreamcast e Nintendo DS. Il 16 febbraio 2010 è stato portato su iPhone.
Un reboot venne annunciato il 2 agosto 2012 al QuakeCon, e successivamente pubblicato il 31 luglio 2013.

## Espansione
Nel 1995 fu pubblicato un add-on ufficiale denominato Extreme Rise of the Triad; oltre che a una serie livelli aggiuntivi creati da Tom Hall e Joe Siegler, includeva anche un generatore di mappe casuali e altro materiale relativo al gioco; l'espansione fu poi pubblicata come freeware nel 2000.